# Skamarakas
Skamarakas ist ein litauischer männlicher Familienname.

## Herkunft
Der Name ist slawisch (russisch скоморох – „Theater-Schauspieler im Mittelalter“).

## Weibliche Formen
- Skamarakė (neutral)
- Skamarakaitė (ledig)
- Skamarakienė (verheiratet)

## Namensträger
- Kęstutis Skamarakas  (* 1952), Politiker, Seimas-Mitglied und Bürgermeister von Raseiniai
- Matas Skamarakas (* 1988), Politiker, Seimas-Mitglied und Vizebürgermeister von Raseiniai